# Aeroporto Federico García Lorca Granada-Jaén
O Aeroporto de Granada (IATA: GRX, ICAO: LEGR), oficialmente chamado Aeroporto Federico García Lorca Granada-Jaén situa-se a cerca de 17 km a oeste do centro da cidade de Granada, Espanha e 95 km a sul de Jaén, entre os municípios de Chauchina e Santa Fe. O nome oficial atual foi atribuído em junho de 2006.
O aeroporto serve principalmente voos domésticos, mas sazonalmente há voos internacionais, nomeadamente de e para Paris. Em janeiro de 2013 havia voos regulares de e para Madrid, Barcelona, Palma de Maiorca e  Melilla. Depois de seis anos de crescimento, no ano de 2007 o movimento de passageiros atingiu o valor recorde de 1 467 625, um aumento notável em relação aos 1 086 236 de 2006, mas a partir de 2008 o tráfego começou a diminuir, cifrando-se em 728 428 em 2012. Para isso contribui a crise económica e o abandono das operações em Granada por parte da Ryanair em 2010.

## História
O início da aviação em Granada está ligado ao aeródromo de Armilla, um dos mais antigos de Espanha, que operava voos comerciais até à inauguração do novo aeroporto. O pouco êxito das linhas operadas em Armilla e a falta de uma pista adequada adequada aos novos aviões levaram à construção dum novo aeroporto na década de 1960. As obras começaram em 1970 e o aeroporto foi inaugurado em 15 de junho de 1972 para tráfego nacional e internacional de passageiros e mercadorias. Os primeiros voos comerciais iniciaram-se em outubro de 1973.
No início dos anos 1990, com a nomeação de Granada como sede do Campeonato Mundial de Esqui Alpino de 1996, as instalações do aeroporto foram substancialmente melhoradas, nomeadamente através da ampliação da área de estacionamento de ãeronaves, aumento do comprimento da pista, remodelação da central elétrica, construção dum edifício administrativo para a Aena e outros serviços, e requalificação do terminal.
A 30 de março de 1992 ocorreu um acidente aéreo, quando um avião de linha regular se partiu ao realizar uma aterragem forçada; surpreendentemente não houve vítimas mortais entre os 90 passageiros. Meses mais tarde aterraria no aeroporto pela primeira vez um Concorde, num dos atos organizados pela Caja General de Ahorros de Granada para celebrar o seu centenário.
Em 2006 o aeroporto foi rebatizado como Aeroporto Federico García Lorca Granada-Jaén, na sequência de acordos do governo com o setor turístico das províncias de Granada e Jaén. Esse acordo foi criticado por alguns setores de ambas as províncias — os granadinos porque consideravam uma perda de protagonismo e os jienenses porque viam o acordo como algo que lhes retirava a possibilidade de ter um aeroporto próprio.